# Bernard Quenault de La Groudière
Pour les articles homonymes, voir Quénault.
Bernard Quénault de La Groudière, né le 10 novembre 1878 au Dézert, mort le 22 avril 1961, est un homme politique français.

## Famille
Il est le second des trois fils de Gabriel Quenault de La Groudière, maire du Désert, et d'Octavie Le Filleul de Longthuit. Son frère aîné, officier, a été tué en 1915. Son dernier frère Olivier Quenault de La Groudière (1881 - 1969), était maire de Denneville, conseiller général. Il a épousé Marie Cochin, fille du député conservateur et académicien Denis Cochin (1851 - 1922).

## Carrière politique
Agriculteur, il est élu maire de Soulles et conseiller général de la Manche.
Il est élu député de la Manche au premier tour de scrutin le 16 novembre 1919, réélu en 1924 sur la liste d’union nationale républicaine, et siège au sein de l’Union républicaine et démocratique.
Il est ensuite reconduit en 1928 contre Briens, en 1932 contre du Boscq de Beaumont et en 1936 contre Le Bellec. Il s’oppose durant ces législatures au Cartel des gauches et au Front populaire, et soutient le projet de paix de Laval et Tardieu.

## Seconde Guerre mondiale
Le 20 juin 1940, alors qu'il est âgé de plus de 60 ans, il embarque avec sa femme Marie Cochin à bord du paquebot Massilia pour accompagner le gouvernement en partance pour Alger. Arrivé à Casablanca, il est consigné dans un hôtel avec les autres passagers pour échapper à la vindicte populaire, puis élargi sur ordre du gouvernement de Vichy.

## Après-guerre
Le 2 juin 1946, il est élu pour la seconde assemblée législative, mais démissionne aussitôt, remplacé par son second de liste, Joseph Lecacheux.

## Sources
- « Bernard Quenault de La Groudière », dans le Dictionnaire des parlementaires français (1889-1940), sous la direction de Jean Jolly, PUF, 1960 [détail de l’édition] [texte sur Sycomore]